# R. J. Barrett
Pour les articles homonymes, voir Barrett.
Rowan Alexander "R. J." Barrett Jr., né le 14 juin 2000 à Toronto au Canada, est un joueur canadien de basket-ball. Il évolue actuellement en National Basketball Association (NBA) aux postes d'arrière et d'ailier dans l'équipe des Raptors de Toronto.

## Biographie

### Carrière universitaire
Le 10 novembre 2017, Barrett annonce qu'il jouera pour les Blue Devils de Duke lors de la saison suivante. Il est rejoint à Duke par les deux autres meilleurs lycéens : Zion Williamson et Cam Reddish.
Le 16 février 2019, il réalise le quatrième triple-double de l'histoire des Blue Devils de Duke (23 points, 11 rebonds, 10 passes décisives) tout en ne perdant aucun ballon.
Les Blue Devils, pourtant largement favoris du tournoi final NCAA 2019, sont battus en finale régionale par les Spartans de Michigan State et ne participent donc pas au Final Four.
Le 10 avril 2019, R. J. Barrett annonce sa candidature à la draft 2019 de la NBA.

### Carrière professionnelle

#### Knicks de New York (2019-2023)
Le 20 juin 2019, il est drafté en 3e position par les Knicks de New York lors de la draft 2019 de la NBA.
Le 2 juillet, il signe son contrat rookie avec les Knicks de New York. Il participe à la NBA Summer League de Las Vegas avec les Knicks de New York, tournoi durant lequel il a des moyennes de 16,75 points, 9,5 rebonds et 5 passes décisives en 4 rencontres.
Le 23 octobre 2019, il fait ses débuts en NBA, titularisé lors de la défaite 111 à 120 chez les Spurs de San Antonio. Il termine la rencontre avec 21 points, 5 rebonds, 2 passes décisives ainsi que 2 interceptions.
Le 17 décembre 2019, R. J. Barrett bat son record de points avec 27 unités auxquels il ajoute 6 rebonds, 1 passe décisive et 1 interception dans la victoire 143 à 120 contre les Hawks d'Atlanta.
À l'intersaison 2022, il signe une extension de 120 millions de dollars sur 4 ans, et devient le premier rookie des Knicks sélectionné au premier tour à prolonger dans la franchise de New-York depuis Charlie Ward en 1999.

#### Raptors de Toronto (depuis 2024)
Fin décembre 2023, R. J. Barrett est transféré vers les Raptors de Toronto avec Immanuel Quickley contre OG Anunoby, Malachi Flynn et Precious Achiuwa. Il fait ainsi son retour dans sa ville natale.

## Palmarès et distinctions

### Palmarès en club
- Vainqueur du tournoi Atlantic Coast Conference 2019 avec les Blue Devils de Duke.

### Palmarès en sélection nationale
- Champion du monde U19 en 2017 en Égypte.
- Vice-champion des Amériques U16 en 2015 en Argentine.
- Troisième à la Coupe du monde 2023.

### Distinctions personnelles
- National Gatorade High School Player of the Year 2017-2018.
- Sélectionné au Jordan Brand Classic.
- Sélectionné au Nike Hoop Summit.
- MVP du Championnat du monde de basket-ball masculin des 19 ans et moins 2017.

## Statistiques

### Universitaires
| Saison    | Équipe | Matchs | Titul. | Min./m | % Tir | % 3pts | % LF | Rbds/m. | Pass/m. | Int/m. | Ctr/m. | Pts/m. |
| --------- | ------ | ------ | ------ | ------ | ----- | ------ | ---- | ------- | ------- | ------ | ------ | ------ |
| 2018-2019 | Duke   | 38     | 38     | 35,3   | 45,4  | 30,8   | 66,5 | 7,58    | 4,32    | 0,89   | 0,42   | 22,63  |
| Total     | Total  | 38     | 38     | 35,3   | 45,4  | 30,8   | 66,5 | 7,58    | 4,32    | 0,89   | 0,42   | 22,63  |

### Professionnelles

#### Saison régulière
| Saison    | Équipe   | Matchs | Titul. | Min./m | % Tir | % 3pts | % LF | Rbds/m. | Pass/m. | Int/m. | Ctr/m. | Pts/m. |
| --------- | -------- | ------ | ------ | ------ | ----- | ------ | ---- | ------- | ------- | ------ | ------ | ------ |
| 2019-2020 | New York | 56     | 55     | 30,4   | 40,2  | 32,0   | 61,4 | 4,98    | 2,55    | 0,98   | 0,30   | 14,34  |
| 2020-2021 | New York | 72     | 72     | 34,9   | 44,1  | 40,1   | 74,6 | 5,75    | 3,01    | 0,74   | 0,28   | 17,56  |
| 2021-2022 | New York | 70     | 70     | 34,5   | 40,8  | 34,2   | 71,4 | 5,83    | 2,97    | 0,61   | 0,23   | 20,03  |
| 2022-2023 | New York | 73     | 73     | 33,9   | 43,4  | 31,0   | 74,0 | 5,04    | 2,75    | 0,42   | 0,21   | 19,60  |
| 2023-2024 | New York | 26     | 26     | 29,5   | 42,3  | 33,1   | 83,1 | 4,27    | 2,42    | 0,46   | 0,35   | 18,23  |
| 2023-2024 | Toronto  | 32     | 32     | 33,5   | 55,3  | 39,2   | 62,9 | 6,38    | 4,06    | 0,59   | 0,41   | 21,75  |
| Total     | Total    | 329    | 328    | 33,3   | 43,5  | 34,6   | 71,0 | 5,42    | 2,92    | 0,65   | 0,27   | 18,45  |

Mise à jour le 30 septembre 2024

#### Playoffs
| Saison   | Équipe   | Matchs | Titul. | Min./m | % Tir | % 3pts | % LF | Rbds/m. | Pass/m. | Int/m. | Ctr/m. | Pts/m. |
| -------- | -------- | ------ | ------ | ------ | ----- | ------ | ---- | ------- | ------- | ------ | ------ | ------ |
| 2021     | New York | 5      | 5      | 32,4   | 38,8  | 28,6   | 80,0 | 7,20    | 3,00    | 0,80   | 0,40   | 14,40  |
| 2023     | New York | 11     | 11     | 34,3   | 43,3  | 32,8   | 76,9 | 4,50    | 2,80    | 0,80   | 0,20   | 19,30  |
| Carrière | Carrière | 16     | 16     | 33,7   | 42,0  | 31,5   | 77,5 | 5,90    | 2,90    | 0,80   | 0,30   | 17,80  |

Mise à jour le 30 décembre 2023

## Records sur une rencontre en NBA
Les records personnels de R. J. Barrett en NBA sont les suivants, :
| Type de statistique        | Saison régulière | Saison régulière          | Saison régulière | Playoffs | Playoffs          | Playoffs    |
| Type de statistique        | Record           | Adversaire                | Date             | Record   | Adversaire        | Date        |
| -------------------------- | ---------------- | ------------------------- | ---------------- | -------- | ----------------- | ----------- |
| Points                     | 46               | Heat de Miami             | 25 février 2022  | 21       | @ Hawks d'Atlanta | 30 mai 2021 |
| Paniers marqués            | 14               | Bulls de Chicago          | 23 décembre 2022 | 8        | @ Hawks d'Atlanta | 30 mai 2021 |
| Paniers tentés             | 28               | @ Lakers de Los Angeles   | 5 février 2022   | 15       | 2 fois            | 2 fois      |
| Paniers à 3 points réussis | 7                | @ Spurs de San Antonio    | 7 décembre 2021  | 2        | 3 fois            | 3 fois      |
| Paniers à 3 points tentés  | 11               | 5 fois                    | 5 fois           | 6        | 3 fois            | 3 fois      |
| Lancers francs réussis     | 14               | Heat de Miami             | 25 février 2022  | 5        | Hawks d'Atlanta   | 2 juin 2021 |
| Lancers francs tentés      | 22               | Heat de Miami             | 25 février 2022  | 6        | Hawks d'Atlanta   | 2 juin 2021 |
| Rebonds offensifs          | 6                | Bulls de Chicago          | 28 octobre 2019  | 2        | Hawks d'Atlanta   | 23 mai 2021 |
| Rebonds défensifs          | 14               | @ Bulls de Chicago        | 21 novembre 2021 | 9        | Hawks d'Atlanta   | 23 mai 2021 |
| Rebonds totaux             | 15               | 2 fois                    | 2 fois           | 11       | Hawks d'Atlanta   | 23 mai 2021 |
| Passes décisives           | 15               | @ Celtics de Boston       | 16 novembre 2024 | 5        | Hawks d'Atlanta   | 2 juin 2021 |
| Interceptions              | 6                | @ Nets de Brooklyn        | 25 octobre 2019  | 2        | @ Hawks d'Atlanta | 30 mai 2021 |
| Contres                    | 2                | 4 fois                    | 4 fois           | 1        | 2 fois            | 2 fois      |
| Balles perdues             | 7                | Timberwolves du Minnesota | 18 janvier 2022  | 1        | 2 fois            | 2 fois      |
| Minutes jouées             | 50               | @ Lakers de Los Angeles   | 5 février 2022   | 40       | Hawks d'Atlanta   | 2 juin 2021 |

- Double-double : 27 (dont 1 en playoffs)
- Triple-double : 2

Dernière mise à jour : 10 mars 2025

## Vie privée
R. J. Barrett est le fils de Kesha Duhaney et Rowan Barrett, joueur canadien de basket-ball ayant notamment évolué en France dans les clubs du Jeanne d'Arc Dijon Basket, de l'ASVEL Lyon-Villeurbanne ainsi que de l'Élan sportif chalonnais.
R. J. Barrett parle couramment le français mais admet être « un peu rouillé » en 2018. Il a également un frère du nom de Nathan ayant environ quatre ans de moins que lui. Après que R. J. Barrett a quitté le lycée, Nathan a rejoint l'équipe de basket-ball de préparation de l'Académie de Montverde.